# Districtele Gambiei
Gambia este împărțită în 6 diviziuni, care la rândul lor se divid în 37 districte. Lista următoare cuprinde toate districtele țării, ordonate după diviziunea din care fac parte.

## Diviziunea Lower River
- Districtul Jarra Central
- Districtul Jarra East
- Districtul Jarra West
- Districtul Kiang Central
- Districtul Kiang East
- Districtul Kiang West

## Diviziunea Central River
- Districtul Fulladu West
- Districtul Janjanbureh
- Districtul Lower Saloum
- Districtul Niamina Dankunku
- Districtul Niamina East
- Districtul Niamina West
- Districtul Niani
- Districtul Nianija
- Districtul Sami
- Districtul Upper Saloum

## Diviziunea North Bank
- Districtul Central Baddibu
- Districtul Jokadu
- Districtul Lower Baddibu
- Districtul Lower Niumi
- Districtul Upper Baddibu
- Districtul Upper Niumi

## Diviziunea Upper River
- Districtul Fulladu East
- Districtul Kantora
- Districtul Sandu
- Districtul Wuli

## Diviziunea Western
- Districtul Foni Bintang-Karenai
- Districtul Foni Bondali
- Districtul Foni Brefet
- Districtul Foni Jarrol
- Districtul Foni Kansala
- Districtul Kombo Central
- Districtul Kombo East
- Districtul Kombo North/Saint Mary
- Districtul Kombo South

## Orașul Banjul
- Districtul Banjul
- Districtul Kanifing